# Видович, Габриэл
Га́бриэл Ви́дович (хорв. Gabriel Vidović; родился 1 декабря 2003, Загреб) — хорватский футболист, нападающий загребского «Динамо».

## Клубная карьера
Футбольную карьеру начал в академии клуба «Аугсбург». В 2016 году присоединился к молодёжной команде «Баварии». После удачных выступлений за вторую команду «Баварии» в Региональной лиге «Бавария» сезона 2021/22 подписал контракт с клубом до 2025 года и начал привлекаться к тренировкам с первой командой. 17 апреля 2022 года дебютировал в основном составе «Баварии» в матче немецкой Бундеслиги против «Арминии».
30 августа 2022 года перешёл на правах аренды в нидерландский «Витесс».

## Карьера в сборной
Выступал за сборные Хорватии до 17, до 18, до 19 лет и до 21 года.

## Достижения
«Бавария»
- Чемпион Германии (3): 2021/22, 2022/23, 2024/25

«Динамо» Загреб
- Чемпион Хорватии: 2023/24
- Обладатель Кубка Хорватии: 2023/24